# El Diablo Fuma (y guarda las cabezas de los cerillos quemados en la misma caja)
El Diablo Fuma (y guarda las cabezas de los cerillos quemados en la misma caja) (internationaler englischsprachiger Titel The Devil Smokes (and Saves the Burnt Matches in the Same Box)) ist eine Tragikomödie und das Spielfilmdebüt von Ernesto Martínez Bucio. Die Premiere des Films fand im Februar 2025 bei den Internationalen Filmfestspielen Berlin statt.

## Handlung
Anfang der 1990er Jahre, als Papst Johannes Pauls II. seinen zweiten Besuch in Mexiko ankündigt. Fünf Geschwister, Vanessa, Victor, Marisol, Elsa und Tomás, wurden von ihren Eltern verlassen. Die Mutter ist einfach weggegangen, und der Vater machte sich auf, sie zu suchen, kehrte aber nie zurück. Die Polizei war schon bei ihnen und auch der Sozialdienst, der ihnen versprach, sie bekämen ein neues Zuhause. Ihre Ängste vermischen sich mit denen ihrer schizophrenen Großmutter Romana, mit der sie nun zusammenleben. Sie hat die Türklingel herausgerissen, die Türen mit Möbeln verrammelt und die Fenster mit Plastikfolie abgedeckt. Auch draußen spielen dürfen die Kinder nicht. Die Grenze zwischen Realität und Einbildung verschwimmt erst und löst sich dann langsam auf.
Bevor die Eltern verschwanden hat der Teufel den fünf Kindern neue Schuhe gebracht.

## Produktion

### Filmstab, Besetzung und Dreharbeiten
Regie führte Ernesto Martínez Bucio, der gemeinsam mit Karen Plata auch das Drehbuch schrieb. Zusammen mit Odei Zabaleta übernahmen sie auch den Filmschnitt. Es handelt sich bei El Diablo Fuma nach fünf Kurzfilmen um Bucios Spielfilmdebüt.
Mariapau Bravo Aviña, Rafael Nieto Martínez, Regina Alejandra, Donovan Said Martínez und Laura Uribe Rojas spielen die Geschwister Elsa, Tomás, Marisol, Víctor und Vanessa. Die Kinder im Alter zwischen 8 und 14 Jahren sind alle Laienschauspieler. Carmen Ramos ist in der Rolle ihrer Großmutter Romana zu sehen. Micaela Gramajo spielt ihre Mutter Judith und Bernado Gamboa ihren Vater Emiliano.
Mit Kameramann Odei Zabaleta arbeitete Bucio bereits bei den meisten seiner früheren Projekte zusammen. Der Film verwendet zudem Einspielungen von Homevideos aus unbeschwerteren Tagen mit der Mutter als Rückblenden.

### Filmmusik, Marketing und Veröffentlichung
Die Filmmusik steuerte Emilio Hinojosa bei. Die Lieder werden von der spanischen Sängerin Massiel gesungen. Für den Soundmix zeichnete Toningenieur Carlos Cortés verantwortlich, der im Jahr 2021 für seine Arbeit an dem Film Sound of Metal mit dem Oscar ausgezeichnet wurde.
Die Premiere von El Diablo Fuma fand am 15. Februar 2025 bei den Internationalen Filmfestspielen Berlin statt. In dieser Zeit wurde auch der erste Trailer vorgestellt. Mitte, Ende April 2025 wurde der Film beim San Francisco International Film Festival gezeigt. Im Juli 2025 wird er bei Nowe Horyzonty vorgestellt.

## Auszeichnungen
Internationale Filmfestspiele Berlin 2025
- Auszeichnung als Bestes Spielfilmdebüt in der Sektion Perspectives (Ernesto Martínez Bucio)

Nowe Horyzonty 2025
- Nominierung im Internationalen Wettbewerb „New Horizons“[10]

San Francisco International Film Festival 2025
- Nominierung als Bester Nachwuchsregisseur für den Golden Gate Award (Ernesto Martínez Bucio)[11]